# Raión de Natyrbovo
El raión de Natyrbovo (del ruso: Натырбовский район) fue una división administrativa del Óblast Autónomo Adigué de la República Socialista Federativa Soviética de Rusia en la Unión de Repúblicas Socialistas Soviéticas que existió entre 1924 y 1929. Su centro administrativo era Natyrbovo. En 1926 contaba con 19 417 habitantes.

## Historia
Fue establecido el 2 de septiembre de 1924 por orden del Comité Ejecutivo Central de Todas Las Rusias y disuelto el 7 de febrero de 1929, pasando su territorio a formar parte del raión de Shovgénovski.

## Nacionalidades
De los 19 147 habitantes que tenía en 1926, el 34.3 % era de etnia ucraniana, el 28.7 % era de etnia circasiana, el 28.1 % era de etnia rusa, el 7.2 % de etnia kabardiana y el 2.1 % restante correspondía a otras etnias.

## División administrativa
Inicialmente el raión estaba compuesto por cuatro selsovets: Koshejabl, Lechepsin, Natyrbovo y Jodz. En 1926 se creó el selsovet de Vólnoye con parte del de Jodz; y en el de Lechepsin se crearon los de Bezladni e Ignátievski. El raión se dividía en 7 selsovets para 1929:
- Bezladni: j. Bezladni y el j. Chojranski
- Blechenski: a. Blechenski y el molino Burikova.
- Volnovski: j. Volni, j. Guedroitski, j. Karmalikov, j. Náberezhni y el j. Shelkovnikov.
- Ignátievski: j. Ignátievski, j. Derevski, j. Zvedzilin, j. Pasternakov, j. Rusalkovski y el artel Nóvaya Zhizn.
- Koshejablski:a. Koshejabl y la plataforma ferroviaria Budka.
- Natyrbovski: j. Kazionnno, j. Kuzhorski y s. Natyrbovo.
- Jozdnenski: a. Jodz.